# 46702 Лінапучі
46702 Лінапучі (46702 Linapucci) — астероїд головного поясу, відкритий 28 лютого 1997 року.
Тіссеранів параметр щодо Юпітера — 3,575.